# ジョー・ピンカス
ジョー・ピンカス（Joe Pincus、1996年7月24日 - ）は、スーパーラグビーレベルズに所属するラグビー選手。

## プロフィール
- オーストラリア、ブリスベン出身。
- ポジションはスクラムハーフ(SH)。
- 身長 186cm、体重 88kg
- 兄のトムもラグビー選手[1]。

## 略歴
12歳からラグビーを始めた。
2021年、東京五輪の7人制オーストラリア代表に選ばれた。同年11月、レベルズに加入。